# Ludvig Vilhelm af Baden-Baden
Markgreve Ludwig Wilhelm von Baden-Baden, kaldet Türkenlouis (8. April 1655 - 4. Januar 1707), var regent i markgrevskabet Baden-Baden, bygherre på slottet i Rastatt, Generalløjtnant i den kejserlige armé og en succesfuld feltherre i krigene mod tyrkerne. Osmannerne kaldte ham for den "Røde konge" på grund af hans røde uniformsjakke, som kunne ses på lang afstand. Han var første kredsgeneralfeltmarskal for tropperne i den schwabiske rigskreds og rigsgeneralfeltmarskal i det Heiligen Römischen Reiches Deutscher Nation.

## Levned

### Tidlige år
Ludwig Wilhelm blev født den 8. april 1655, syv år efter afslutningen på Trediveårskrigen, i Hôtel de Soissons i Paris, og han døde den 4. januar 1707 i hans endnu ikke færdiggjorte slot i Rastatt. Han blev opkaldt efter sin bedstefar markgreve Wilhelm (1593–1677), og hans gudfader Ludvig 14. af Frankrig. Han var søn af arveprins Ferdinand Maximilian von Baden-Baden (1625–1669) og Ludovica (Luise-Christine) af Savoyen-Carignan (1627–1689), hvis bror Eugène-Maurice de Savoie-Carignan, comte de Soissons var far til den berømte Prins Eugen.
Som følge af en letsindig stødende bemærkning, som hans far prins Ferdinand Maximilian fremkom med over hans hustru, som var stærkt påvirket af sin mor, og desuden vægrede sig ved at følge den kommende markgreve til det "kolde og tågene Germanien“ og dermed forlade Versailles, kom det kort efter Ludwig Wilhelms fødsel til et brud mellem forældrene. Dette havde til følge, at faderen forlod Versailles med sin 6 måneder gamle søn og vendte tilbage til Baden. I moderens sted indtrådte grevinde Maria Magdalena von Öttingen, som var hans bedstefars anden hustru.
Ludwig Wilhelm mistede også tidligt sin far. I 1669 døde han af sårbrand efter en jagtulykke ved Heidelberg. Kort tid senere, i efteråret 1670, sendte hans bedstefar ham på en stor dannelsesrejse ledsaget af hofmesteren Cosimo Marzi Medici og huslæreren Vloßdorf. Det var tidligt at tage på dannelsesrejse som 15 årig, da den sædvanligvis udgjorde afslutningen på opdragelsen; men det afspejlede at markgreven ville sikre sig igen at have en efterfølger, efter at arveprins Ferdinand Maximilian var død.

### Dannelsesrejse
Det første stop på rejsen førte Ludwig Wilhelm til klosteret de la Visitation i Besançon, hvor han besøgte sin tante Katharina Franziska Henriette von Baden, som var nonne der. I Besançon fulgte han juridiske forelæsninger og lod sig undervise i militære forhold. Rejsen fortsatte via Geneve, Milano, Firenze til Rom, hvor han kom i audiens ved pave Clemens 10., som netop spiste sammen med vicekongen af Napoli og en fransk gesandt. Vicekongen af Napoli var så imponeret af Ludwig Wilhelm at han tilbød ham en militær stilling, som Ludwig Wilhelm, af hensyn til sin bedstefar, dog afslog. Hans besøg i Rom afsluttede Ludwig Wilhelm med et besøg ved Medicierne. Tilbagerejsen førte gennem Venedig og Innsbruck tilbage til Baden-Baden. Da han nåede tilbage var han blevet nitten år gammel.

### Militær løbebane
Den unge Ludwig Wilhelm begyndte sin militære løbebane i 1674, hvor han som nittenårig trådte ind i den kejserlige armé. Hans læremester var den berømte Raimund von Montecuccoli. Allerede fra 1672 rasede den Den fransk-hollandske krig, som var begyndelsen på Ludvig 14.'s forsøg på at få overherredømmet i Europa. Efterfølgende blev Ludwig Wilhelm livet igennem indviklet i krige. På grund af hans fremragende indsats ved erobringen af fæstningen Philippsburg tildelte kejser Leopold 1. ham i 1676 et infanteriregiment. Da hans bedstefar døde i 1677, blev han regerende markgreve af Baden-Baden, men han kom ikke til at regere meget, da han til stadighed var i krig for kejseren.
Efter Freden i Nimwegen udnævnte kejseren Ludwig Wilhelm Obristfeldwachtmeister til hest og til fods, en post som svarer til rang af Major. Hans øgenavn Türkenlouis fik han som Reichsfeldmarschall ved sine sejre i kamp mod osmannerne i Den store tyrkiske krig 1683–1699. Hjemme kæmpede han ved Rhinen fra 1693 mod franskmændene. De skatte han erobrede i de tyrkiske krige er kendt som Karlsruher Türkenbeute og kan ses på slottet i Karlsruhe.
Ludwig Wilhelm gjorde allerede tidligt i sin karriere i den kejserlige armé opmærksom på sig selv ved befrielsen af Wien i 1683, og blev den 23. november 1683 forfremmet til general i kavaleriet. Allerede den 12. december 1686, som 31 årig, blev han feltmarskal og den 6. september 1689 blev han øverstkommanderende på den osmanniske front. Her kunne han i 20 slag bevise sin strategiske kunnen, og trænge osmannerne tilbage. Samtidig blev hans egne besiddelser i Baden ødelagt af franskmændene i den Pfalziske Arvefølgekrig, heriblandt hans stamsæde i Baden-Baden i 1689.
Marquis de Villars bedømte ham i 1687 således:
| Citat | Han – Ludwig Wilhelm I., markgreve af Baden, "Türkenlouis" – besidder stort mod, i kamp har han et klart og sikkert blik. Han er meget virksom, opmærksom, altid på hesten og er blandt alle den somer mest egnet til at blive en stor soldat, hvis ikke indbilskheden kommer på tværs. For han hører ikke meget på gode råd, og når han føler sig tvunget til at følge dem, gør han det sent og aldrig uden først at have lavet nogle ændringer, så man kan tro, at det var hans egen ide. Han kan virke omgængelig, er dog det modsatte for enhver, som ikke blindt adlyder ham. […] Til hofliv er han ikke egnet, da han diskuterer for åbent og heftigt med ministrene. Alt i alt har han alle de dyder, som man må have, hvis man en dag skal være værdig til at lede en armé, men også alle de fejl, som fjerner lysten til at betro ham en. | Citat |
|       | |       |

På grund af hans bedrifter og på grund af de ødelæggelser, der er i hans fravær var sket på hans ejendomme, formidlede kejser Leopold 1. ham et meget lukrativt giftermål med en datter af den afdøde hertug Julius Franz af Lauenburg (1641–1689). I modsætning til hvad kejseren havde planlagt forelskede Ludwig Wilhelm forelskede sig imidlertid i den yngste af hertugens to døtre, som egentlig var tiltænkt hans fætter prins Eugen af Savoyen. Da tiltrækningen var gensidig, blev man hurtigt enige, hvilket gjorde den ældste søster meget misfornøjet. Dybt krænket afviste hun prins Eugen som ægtefælle med den begrundelse, at han ikke var en regerende fyrste.
Kort efter brylluppet med Sibylla Augusta måtte Ludwig Wilhelm imidlertid igen gå i krig mod osmannerne. I slaget ved Slankamen opnåede han i 1691 sin største sejr og blev af kejseren udnævnt til Generalleutnant over alle kejserlige tropper. Denne titel blev i det 17. århundrede tildelt fem gange. Senere fik Ludwig Wilhelm tildelt ordenen Den gyldne Vlies som anerkendelse for sin indsats i kampene mod osmannerne.
På grund af begivenhederne i den Pfalziske arvefølgekrig måtte kejseren hente ham tilbage til hjemmefronten med Rhinen, og hans fætter overtog hans post i krigen mod osmannerne. Prinz Eugen var ikke mindre succesfuld og sejrede den 11. september 1697 i slaget ved Zenta over sultan Mustafa 2. Dermed opnåede han i freden i Karlowitz den ønskede succes. Herefter stod Ludwig Wilhelm altid i skyggen af sin fætter prins Eugen.
Ludwig Wilhelm kæmpede i mellemtiden ved Rhinen mod franskmændene, som i 1697 måtte tilbagelevere deres landerobringen på højre Rhinbred ved freden i Rijswijk.
Efter at hans slot i Baden-Baden var blevet ødelagt, flyttede Ludwig Wilhelm sin residens til Rastatt. Her byggede han mellem 1697 og 1707 slottet i Rastatt efter forbilledet Versailles. Rastatt anses for at være det første i Tyskland, som er opført efter fransk forbillede. Som arkitekt blev Domenico Egidio Rossi 1679–1715 ansat.
Oven på sejrene kom det til en strid med kejseren, da denne afslog at ophøje Ludwig Wilhelm. Selv om kejseren ikke ville ophøje ham til kurfyrste, bilagde de striden og markgreven fortsatte med at kæmpe for kejseren. På den måde kom det dertil at Ludwig Wilhelm blev alvorligt såret under Slaget ved Schellenberg (se også slaget ved Blenheim) mod franskmændene, og han døde af sine kvæstelser i sit endnu ikke færdigbyggede slot i Rastatt, i en alder af 51 år.

### Slag, kampe og belejringer
Türkenlouis var involveret i 57 slag, kampe og belejringer. Han blev aldrig besejret, og han sejrede i de fleste af dem. Disse var bl.a.:
- 1683: Anden tyrkiske belejring af Wien
- 1683: Kampen ved Preßburg (nu Bratislava)
- 1683: Slaget ved Parkany
- 1685: Belejringen af Neuhäusel (nu Nové Zámky)
- 1684: Slaget ved Hanzsabek (ved Szentendre, nord for Budapest)
- 1684: Belejringen af Ofen
- 1685: Slaget ved Gran (nu Esztergom)
- 1686: Belejringen af Ofen (nu Buda)
- 1686: Belejringen af Fünfkirchen (nu Pécs)
- 1687: Slaget ved Mohács
- 1688: Slaget ved Kostainicza (nu Hrvatska Kostajnica)
- 1688: Slaget ved Dervent (nu Derventa)
- 1688: Belejringen af Beograd
- 1689: Slaget ved Batotschina
- 1689: Slaget ved Semendria (usikkert)
- 1689: Slaget ved Niš[2]
- 1689: Slaget ved Widin
- 1690: Belejringen af Beograd
- 1691: Slaget ved Slankamen (også Szalankamen)
- 1699: Belejringen af Großwardein (nu Oradea)
- 1702: Slaget ved Friedlingen
- 1704: Slaget ved Schellenberg
- 1705: Slaget ved Pfaffenhofen

### Efterladte bygningsværker
Resterne af op imod 200 barok-skanser i Schwarzwald over en strækning på 200 km i nord-sydlig retning vidner om hans indsats i forsvaret af landet.

## Ægteskab og efterkommere
Den 27. marts 1690 giftede markgreven sig med den 20 år yngre prinsesse Franziska Sibylla Augusta von Sachsen-Lauenburg. Hun blev født den 21. januar 1675 i Ratzeburg i Holsten og døde som 58 årig den 10. juli 1733 i Ettlingen.
Parret havde mange sorger med deres børn. Det første svangerskab endte med en dødfødsel, og det første levendefødte barn levede et halvt år, det andet blev fire år, det tredje seks år og det fjerde tre år. Det femte døde efter fire måneder. I alt blev det til ni børn, hvoraf kun tre nåede det 10. leveår - en datter og to sønner. Datteren døde som 22 årig i barselsseng mens sønnerne blev 59 og 65 år gamle.
- Ludwig Georg Simpert (1702–1761), Markgreve af Baden-Baden
- Augusta Marie Johanna (1704–1726) ∞ 13. juli 1724 Ludvig 1., hertug af Orléans
- August Georg Simpert (1706–1771), Markgreve af Baden-Baden

## Gravmæle
Gravmælet over Ludwig Wilhelms befinder sig i stiftskirken i Baden-Baden, markgrevernes familiegravsted. Her hænger hans epitafium i form af et barokalter omgivet af figurer, som skal symbolisere retfærdighed, tapperhed og visdom. Hans hjerter og indre organer blev bisat i klosteret i Lichtenthal, som i tidligere tider havde været gravsted for markgreverne.

## Statue
Ved kejserlig beslutning af Franz Joseph 1. af Østrig den 28. februar 1863 blev Ludwig Wilhelm optaget i listen over de"berühmtesten, zur immerwährenden Nacheiferung würdiger Kriegsfürsten und Feldherren Österreichs", og der blev opstillet en legemsstor statue af ham i Feltherrenhalle i det dengang nye k.u.k. Hofwaffenmuseums (nu: Heeresgeschichtliches Museum Wien). Statuen blev i 1872 skabt af billedhuggeren Anton Schmidgruber (1837–1909) af Carrara-Marmor. Den blev afsløret af kejser Franz Joseph selv.

## Eksterne kilder
- Wikimedia Commons har flere filer relateret til Ludvig Vilhelm af Baden-Baden
- VD17 sider om Ludwig Wilhelm
- Ludwig Wilhelm Arkiveret 25. marts 2016 hos  Wayback Machine på Virtuellen Museum Karlsruher Türkenbeute
- Markgraf Ludwig Wilhelm von Baden-Baden Arkiveret 4. marts 2016 hos  Wayback Machine, Tekster og billeder på hjemmesiden for Jugendheim Gersbach
- Ludwig Wilhelm på Stadtwiki Karlsruhe.
- Zu Höherem Berufen, Bidrag om Ludwig Wilhelm von Baden på Monumente Online